# Демократски фронт (Босна и Херцеговина)
Демократски фронт (хрв./бошњ.: Demokratska fronta) је политичка партија у Босни и Херцеговини, коју је у пролеће 2013. године основао Жељко Комшић са групом бивших функционера и чланова који су услед политичког раскола претходно напустили Социјалдемократску партију Босне и Херцеговине. Демократски фронт дјелује претежно међу бошњачким и про-босанским бирачким тијелом у Федерацији БиХ и карактерише се као унитаристичка, социјалдемократска и грађанско-националистичка странка лијевог центра.